# صلاح جدید
صلاح جدید (۱۹۲۶ – ۱۹ اوت ۱۹۹۳)، افسر نظامی و سیاستمدار سوری بود که رهبر جناح چپ افراطی حزب بعث سوریه و رهبر بالفعل سوریه بعثی از ۱۹۶۶ تا ۱۹۷۰ بود که در نهایت توسط جنبش اصلاحی حافظ اسد، برکنار شد.

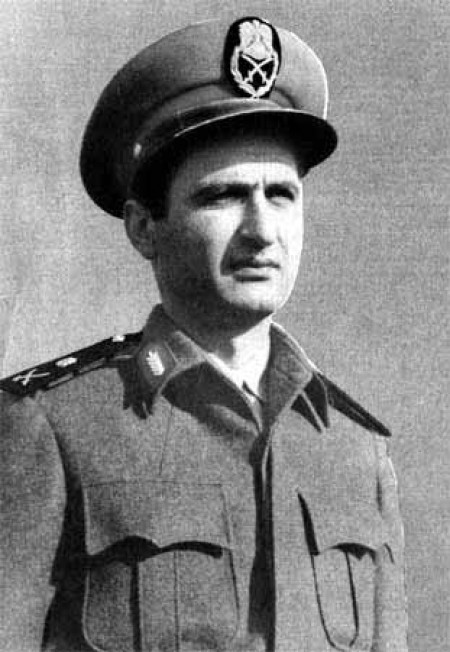
صلاح جدید، حوالی سال ۱۹۶۶.

صلاح جدید، پس از کودتای ۱۹۶۶ سوریه به قدرت رسید. اگرچه او مستقیماً حکومت نمی‌کرد و ترجیح می‌داد در سایه بماند، اما تمام قدرت واقعی در سوریه را از طریق متحدانش در مناصب کلیدی قدرت، در دست داشت. جدید، تنها در عرض چهار سال قدرت، یک رژیم نئوبعثی تمامیت‌خواه که گاهی «نئومارکسیستی» توصیف می‌شود، بنا نهاد. تحمیل شدید ایدئولوژی سوسیالیستی رادیکال، سرکوب وحشیانه و سیاست‌های ضد مذهبی او، تقریباً تمام بخش‌های جامعه سوریه را از او بیگانه کرد. سیاست خارجی او، اکثر متحدان بالقوه سوریه در جهان عرب را از او دور کرد و باعث جنگ شش‌روزه شد. صلاح جدید در ۱۹۷۰، توسط همکار سابقش، حافظ اسد، در جریان آنچه «جنبش اصلاحی» نامیده می‌شد، سرنگون شد.